# Daniel Domscheit-Berg
Daniel Domscheit-Berg, noto anche con lo pseudonimo di Daniel Schmitt (Wiesbaden, 1978), è un attivista tedesco, noto per essere stato portavoce in Germania di WikiLeaks.
Prima di lavorare con Wikileaks, Domscheit-Berg ha fatto parte del Chaos Computer Club per poi aprire OpenLeaks, attivo dal 26 gennaio 2011.
Ad agosto 2011, il portavoce del Chaos Computer Club Andy Müller-Maguhn, conferma l'espulsione di Domscheit-Berg dal CCC. L'espulsione è seguita ad alcuni attriti riguardanti una serie di documenti che Domscheit-Berg avrebbe mantenuto dopo l'uscita da WikiLeaks e ad alcune dichiarazioni che avrebbero, secondo il CCC, fatto intendere che il gruppo di hacker tedesco sostenesse OpenLeaks.

## WikiLeaks
Ha iniziato a lavorare per WikiLeaks mentre faceva parte del Chaos Computer Club. Il 25 settembre 2010, dopo essere stato sospeso da Julian Assange, Domscheit-Berg ha spiegato a Der Spiegel che si dimetteva, che WikiLeaks ha problemi e che se ne andava per non avere responsabilità in Wikileaks.
Domscheit-Berg ha partecipato al programma della tv svedese WikiRebels - The Documentary, trasmesso nel dicembre 2010.
Ha scritto Inside WikiLeaks , in cui racconta la sua esperienza dentro WikiLeaks e le ragioni del suo "divorzio" da WikiLeaks e la rottura con Assange.

## OpenLeaks
Il 30 dicembre 2010 presenta OpenLeaks al Chaos Communication Congress (27C3). Il progetto viene creato con lo scopo di fornire solamente la piattaforma di caricamento dei documenti, senza la possibilità di pubblicarli direttamente che aveva generato attriti all'interno di WikiLeaks, ed è lasciata alla fonte la possibilità di decidere a quale soggetto partner far avere i documenti e per quanto tempo renderli disponibili in esclusiva.